# Neotriplax
Neotriplax é um género de coleópteros da família Erotylidae.